# Якобсен, Лис
Лис Якобсен (дат. Elisabeth (Lis) Jacobsen, 29 января 1882 — 18 июня 1961) — датский филолог, археолог и писательница.

## Биография
Элисабет (Лис) родилась в 1882 г. в Копенгагене в богатой еврейской семье. Её отцом был Маркус Рубин, директор Национального банка Дании, матерью — Кайя Давидсен.
Она с 1900 по 1903 гг. училась в школе Натали Сале (N. Zahles Skole), в 1903 г. получила квалификацию школьной учительницы. В том же году она вышла замуж за историка Якоба Петера Якобсена. В 1904 г. она поступила в Копенгагенский университет и начала изучать скандинавскую филологию. В 1907 г. она получила золотую медаль Копенгагенского университета за её работу Naar og hvorledes har det fællesnordiske Sprog spaltet sig i forskellige Grene («Когда и как общий скандинавский язык распался на разные языки». В 1908 г. она получила магистерскую степень, в 1910 г. она защитила докторскую диссертацию Studier til det danske Rigssprogs Historie fra Eriks Lov til Chr. III.s Bibel («Исследования по истории датского языка от законов Эрика до Библии Кристиана III») и стала первой женщиной-доктором философии по скандинавской филологии.
Поскольку дальнейшие исследования датской истории были ограничены недостатком письменных источников и словарей, Лис в благодарность за поддержку Кристианом Эрслевом и Карлом Петерсеном в 1911 г. основала Общество датского языка и литературы и возглавляла его до 1931 г., после чего работала его администратором. Это Общество приобрело большое значение вследствие публикацией Лис Якобсен своих работ.
Вместе с Харальдом Юуль-Йенсеном Лис Якобсен организовала работу по изданию большого датского словаря Ordbog over det danske Sprog, который издавался в 28 томах с 1919 по 1956 гг. Благодаря ей в 1942 г. был издан объёмистый труд Danmarks Runeindskrifter: 3 тома с описанием и фотографиями всех уцелевших и повреждённых рун эпохи викингов — рун, найденных на территории Дании, Южного Шлезвига, Сконе, Халланда и Блекинге. По окончании Второй мировой войны Лис Якобсен продолжала инициировать других важных публикаций, в том числе Nordisk Kultur («Культура Скандинавии») и Kulturhistorisk Leksikon for nordisk Middelalder («Энциклопедия средневековой Скандинавии»), завершённой только в 1979 г. В 1952 г. она начала работу над популярным Nudansk Ordbog («Словарём современного датского языка»), а в 1957 году — Synonymordbogen («Словарь синонимов»).
Лис Якобсен скончалась в Хеллерупе в 1961 г.